# Club Deportivo Eldense
El Club Deportivo Eldense, S. A. D. es un equipo de fútbol español de la ciudad de Elda, en la provincia de Alicante (Comunidad Valenciana). Fue fundado el 17 de septiembre de 1921, siendo el club decano de la provincia tras la desaparición del Alicante C. F. Actualmente milita en la Primera Federación de España. Disputa sus encuentros como local en el Estadio Nuevo Pepico Amat, con capacidad para 4036 espectadores.

## Historia

### Inicios (1921 - 1936)
El Club Deportivo Eldense fue fundado el 17 de septiembre de 1921, por una peña de aficionados del F. C. Barcelona llamada "Los Cabezotas", miembros en su día del Casino Eldense y siendo su presidente fundador Joaquín Seguí Fernández.
El primer partido en la historia del club se disputó el 1 de noviembre en el campo de El Progreso, ante el equipo decano de la ciudad, el Elda F. C.; se saldó con derrota ante los blanquiazules por un 3-1. En 1923 se acondicionó por fin un verdadero campo de fútbol, El Parque. Durante sus primeros años, el Deportivo se dedicó a jugar partidos amistosos y pequeños torneos locales, contra algunos equipos de la zona ya desaparecidos. Entre ellos, el citado Elda F. C., que se disolvió en 1925 dejando al Eldense como el equipo hegemónico de la ciudad.
El club se inscribió en la Federación Valenciana en 1924, año desde el cual comenzó a disputar su primer torneo oficial, el Campeonato de Levante, compitiendo contra los equipos de la zona que poco a poco empezaban a proliferar. En la temporada 1926-27 hubo una escisión de los equipos alicantinos, que pasan a inscribirse en la Federación Murciana, por motivos de cercanía geográfica.
En la temporada 1928-29, el Eldense se estrenó en su primera competición oficial de liga, disputada en la categoría de 2.ª regional. Quedaron campeones de grupo, disputando y venciendo en la liguilla de ascenso, y dando la bienvenida a los años 1930 como equipo de 1.ª regional. Durante los años siguientes volvió a descender y a ascender de categoría en varias ocasiones. En esta época jugó como portero el mítico Pepico Amat. Durante estos años surgió un nuevo rival local, el  C. D. Idella. La temporada 1935-36 se saldó con el tercer alirón del Deportivo en 2.ª regional y un nuevo ascenso, pero la irrupción de la Guerra Civil, paralizó por completo la competición liguera.

### Década de 1940
Tras la guerra, se reanudaron las competiciones oficiales. El equipo dio un salto de calidad, llegando a contar en sus filas con el célebre Nazario Belmar. Volvió a la primera categoría regional, de la que acabarían siendo campeones de liga en la temporada 1941-42. Se disputó dos años consecutivos la liguilla de ascenso a Segunda División. En 1942 se enfrentó contra el Málaga, Elche, Alcoyano, Cartagena y Córdoba. En la 1942-43 volvió a participar, enfrentándose al Levante, Córdoba, Elche y la Ferroviaria, sin que en ninguna de las dos ocasiones se consiguiera el ascenso.
En la temporada 1943-44, la Tercera División se refunda para convertirse en un verdadero tercer nivel de liga en el fútbol español. El Deportivo, que había conquistado su segundo título en 1.ª regional, consiguió el merecido ascenso a la nueva categoría nacional. Durante toda la década de los 1940, el equipo sufrió distintos altibajos, en una liga en la que el número de participantes era cada vez más elevado, pero siempre consiguiendo mantener la categoría. Algunos de los rivales más directos del grupo liguero, fueron el Albacete, el Alicante, el Elche, el Cartagena y el Almansa, entre otros.
Como dato curioso, cabe destacar que en 1948, tras la dimisión de la directiva se formó la primera cooperativa de fútbol de España, de modo que los propios jugadores se hicieron cargo de la gestión del equipo durante la temporada.

### Década de 1950
Los años 50 comenzaron con una seria crisis. En 1951, tras no poder disputar un partido de liga ante el  C. D. Manacor, el equipo perdió la categoría y volvió a regional. Durante las dos temporadas siguientes  no pudo competir debido a las deudas que arrastraba la entidad. El club vio peligrar su propia existencia, viendo incluso como surgía un nuevo competidor local que le robaba protagonismo, la  U. D. Elda. No obstante, en 1953 la asamblea de socios consiguió la financiación necesaria, habiéndose volcado la ciudad en una gala benéfica para recaudar fondos, así como con la intermediación de algunos empresarios locales y Nazario Belmar. 
En la temporada 1953-54 el club volvió a la competición liguera en tercera división, quedando invicto en casa. Es en este año cuando accede a la presidencia Luis Cremades Vicedo. Bajo su mandato, el Eldense vivió sus momentos más gloriosos, al calor también de la explosión económica que vivió Elda con la industria del calzado. Algunos de los más conocidos jugadores de la época fueron Abelardo, Paco Grande o Villaplana "Gedeón". 
En 1954-55 quedó subcampeón de liga, y disputó la liguilla de ascenso a Segunda División, quedándose a tan solo 2 puntos del ascenso, conseguido por el Mestalla. Al año siguiente, en la 1955-56, el Deportivo queda campeón del grupo X de Tercera División. Volvió a disputar nuevamente la promoción, que finalizó con una contundente victoria eldense por 3-0 ante el Plus Ultra. El 20 de mayo de 1956 conseguía el Club Deportivo Eldense su primer y ansiado ascenso a la categoría de plata del fútbol español.
El equipo se mantuvo en segunda durante 3 temporadas. En la 1956-57 salvaron el descenso por los pelos, acabando en 16.ª posición y teniendo que jugar una promoción de permanencia. La temporada siguiente, la 1957-58, los de Elda consolidan la categoría, alcanzando el 8.º puesto en la clasificación. Finalmente, en la temporada 1958-59, el equipo finalizó de nuevo en la 16.ª posición, pero la reducción de plazas en la categoría, arrastró al club al descenso.

### Década de 1960
Los años 1960 comenzaron de nuevo en el grupo X de Tercera División. Las 2 primeras temporadas tuvieron unos resultados discretos, quedando el equipo en las posiciones intermedias de la tabla. En la temporada 1961-62, el club zapatero volvió a quedar campeón de liga en tercera. Disputan de nuevo la promoción de ascenso, jugada esta vez en formato de eliminatorias, en lugar de liguilla. El primer rival fue el Eibar, al que se le derrotó por 7-0 en el partido de vuelta en El Parque. El segundo rival fue la Gimnástica Torrelavega, cosechando una victoria en casa y un reñido empate en la vuelta, que le valió al Eldense para volver a ascender a Segunda División, el 20 de mayo de 1962. Las crónicas de la época narran un triunfal recibimiento al equipo, que incluso fue escoltado por carretera desde Almansa por una caravana de aficionados, que estallaron de júbilo en su llegada a Elda.
La temporada 1962-63, fue la más exitosa que ha conseguido el Deportivo hasta la fecha. Terminaron en 7.ª posición, habiendo sido derrotados en Elda algunos grandes equipos como Granada, Las Palmas, Cádiz, Tenerife o incluso el campeón de liga, el Real Murcia. En la siguiente temporada 1963-64, los de Elda acabaron sin embargo en última posición, diciéndole adiós a la categoría. El último partido de liga se disputó en el nuevo y recién construido Estadio Municipal, dado que en el antiguo campo de juego de El Parque, fue desmantelado para construir en sus solares la Feria Internacional del Calzado.
Durante el resto de la década, el equipo mantuvo una regularidad constante. Entre 1966 y 1968  quedó campeón de liga en 2 ocasiones y subcampeón en otra, habiendo jugado de nuevo la promoción de ascenso a segunda durante 3 temporadas consecutivas. En la primera de ellas, se ganó 5-0 a la Ponferradina durante unos Moros y Cristianos, pero el Castellón impidió el ascenso. En la segunda, los eldenses cayeron en primera eliminatoria frente al Alcoyano. La tercera, disputada en 1968, se saldó con una derrota de los deportivistas, que cayeron en primera ronda ante el S. D. Compostela. Supuso la última promoción de ascenso a segunda disputada en esta exitosa época.

### Década de 1970
Los años 1970 comenzaron con un amargo bache para el Deportivo. Una profunda reestructuración de la Tercera División, provocó que 12 equipos del Grupo VI perdieran la categoría. Así pues, en la temporada 1969-70, pese a acabar 9.º en la tabla, el equipo volvió a descender a categoría regional después de 27 años. No obstante para 1971, el club volvió a quedar campeón de liga, consiguiendo de nuevo el ascenso a tercera para celebrar sus 50 años de existencia. Esta fue la última temporada disputada en categoría regional.
Durante las temporadas posteriores, la actuación del equipo fue discreta, quedando normalmente en posiciones intermedias de la tabla, o incluso teniendo que llegar a disputar alguna promoción de permanencia en la categoría, como la que tuvo lugar contra el Santoña C. F. en 1973. Como mejor actuación, destaca el 4.º puesto obtenido en la temporada 1974-75. La segunda mitad de la década fue bastante más competitiva para el equipo, que llegó a rozar un nuevo ascenso a Segunda División en la temporada 1976-77, quedando de nuevo en 4.º puesto, pero a tan solo 3 puntos del líder.
En 1977 las ligas españolas sufrieron una nueva transformación. Se creó una nueva división, la Segunda B, que pasó a ser la categoría de bronce del fútbol español. Comenzó la temporada 1977-78 en esta nueva categoría. Su primera participación terminó en penúltima posición, descendiendo de nuevo a tercera. No obstante, en la posterior temporada 1978-79, el Deportivo quedó en 5.ª posición, cerrando la década con un nuevo ascenso a 2.ª B.

### Década de 1980
Los años 80 comenzaron con el equipo manteniendo el tipo en la categoría de bronce. Durante las temporadas 1979-80 y 1980-81, se militó en el grupo II de la 2.ª B. En 1981, un club endeudado y falto de recursos, acabó descendiendo de nuevo a Tercera División, quedando encuadrados en el grupo XIII. 
Durante los años próximos, tendrá lugar un periodo muy frustrante para el conjunto eldense. Y es que quedó campeón de liga 4 veces consecutivas, en las temporadas 1982-83, 1983-84, 1984-85 y 1985-86, sin embargo en ninguna de ellas se consiguió el ansiado retorno a la 2.ª B, provocando un tremendo desánimo entre la ilusionada afición deportivista. 
En la promoción de 1983 el equipo cayó en 2.ª ronda frente al Deportivo Aragón. En la de 1984 se cayó en primera ronda ante la Cultural Leonesa. En la de 1985, se volvió a perder de nuevo contra el equipo leonés. En la de 1986, se caía de nuevo en primeras contra la Ponferradina.
Afortunadamente, en la temporada 1986-87, pese a quedar subcampeones de grupo, por fin se consiguió el esperado ascenso a categoría de bronce, debido a que esta categoría se amplió a 4 grupos. Durante estos últimos años de la década, el Deportivo se asentó en la categoría encuadrados en el grupo IV. Cabe destacar la actuación en la temporada 1988-89 en la que termina 5.º en la tabla, muy próximo de los puestos de promoción a segunda. Durante estos años se construyó la grada cubierta del Estadio Municipal.

### Década de 1990
Los años 1990 comenzaron de forma convulsa. La crisis económica que empieza a sufrir la industria del calzado, arrastra también los ingresos económicos del club, y provoca la dimisión del hasta entonces aclamado presidente Loperena. Tras haber permanecido 4 temporadas consecutivas en 2.ª B, en la 1990-91 se acabó en el puesto 18.º, consumándose así el descenso a tercera. Dio comienzo así una época en la que transcurrió un largo y desmotivador peregrinaje en la tercera.
El Grupo VI de 3.ª División sufrió una profunda reestructuración, ya que todos los equipos alicantinos que habían jugado durante décadas en el grupo de Murcia, regresaron a la Federación Valenciana, que pasó a constituir un grupo único propio. No obstante, el regreso empezó con buen pie para los deportivistas, que conquistan su décimo campeonato de liga en tercera, en la temporada 1991-92. En la fase de ascenso a 2.ª B, el Eldense se quedó a las puertas, tras empatar a puntos con el  U. D. Ibiza, que ascendió por golaveraje.  
En 1994 juega la promoción de ascenso sin éxito, quedando último frente al Terrassa F. C., Mallorca "B" y  C. D. Torre Pacheco. A finales del mismo año, falleció el insigne deportivista Pepico Amat. El ayuntamiento aprobó concederle el nombre al campo de juego, que a partir de entonces sería renombrado como Estadio Municipal Pepico Amat.
En la temporada 1997-98, tras largos años de resultados mediocres volvió a quedar campeón de liga, ganando su décimo título en tercera. La tan ansiada promoción de ascenso a 2.ª B volvió a ilusionar a la afición tras largos años de desánimo. La liguilla acabó siendo un fracaso, dado que se sufrieron duras derrotas en casa frente al Sangonera y al Palamós F. C., que ascendió.
El último año de la década se saldó con una desastrosa temporada, en la que se sucedieron varios entrenadores y se acabó por mitad de la tabla, cundiendo el desánimo entre la afición.

### Década de 2000
El nuevo siglo comenzó para el Deportivo de forma dramática. El presidente Manuel Murcia dimitió y comenzaba así un proceso caótico de crisis económica e institucional. En la temporada 2000-01 el club estuvo a punto de desaparecer, dado que no contaba con dirigentes ni recursos económicos. Finalmente, una junta gestora presidida por Manuel Guill, consiguió sacar el equipo adelante. Se sucedieron varias temporadas de crisis, sin pena ni gloria, con un equipo estancado en la media tabla, que parecía muy alejado de poder conseguir un ascenso. 
Unos años más tarde, con la llegada de un importante patrocinador, el equipo vivió un salto cualitativo que mejoró sus resultados deportivos. De este modo, en la temporada 2004-05 se clasificaron en 3.ª posición y jugaron la fase de ascenso, pero fueron eliminados en primera ronda por el mismo equipo que en la última ocasión: el Sangonera Atlético El año siguiente, en la 2005-06, volvieron a quedar en 3.º puesto. Esta vez la fortuna estuvo de lado de los eldenses, que se impusieron en primera ronda al A. D. Mar Menor (2-1 y 1-3) y en segunda ronda al Gerona F. C. (1-0 y 0-2). El Deportivo volvió así a la 2.ª B tras 15 años de espera, clasificándose también para la Copa del Rey.
La temporada 2006-07 en 2.ª B comenzó bien, con un Eldense que ilusionaba y era líder en la segunda jornada. Pese a que sucedieron algunas victorias importantes (como la acontecida ante el Alicante C. F., con un celebrado gol de chilena), el rendimiento medio del equipo fue decayendo a lo largo de la temporada, con resultados mediocres. En la última jornada, el equipo estaba a tres puntos de la salvación, pero cayó en el Pepico Amat ante el Hospitalet por 0-1, y acabó descendiendo en el puesto 18.
Los dos años posteriores fueron vibrantes, ya que los azulgranas se jugaron la clasificación para el play-off de ascenso en la última jornada, en sendos partidos fuera de casa, en Onda y Catarroja. Pese a que en ambas ocasiones el equipo contó con un desplazamiento multitudinario de aficionados a dichas localidades, las 2 temporadas acabaron con 2 derrotas en el último minuto que minaron la moral de la afición, que nuevamente veía al equipo condenado eternamente a la tercera.

### Década de 2010
Como parecía ser habitual, la nueva década comenzó con una nueva y dura crisis para el club. Tras una larga inestabilidad en la directiva, y tras la salida del patrocinador, el equipo se vio envuelto en una grave crisis económica y deportiva que puso de nuevo en peligro su propia existencia. La temporada 2009-10 fue dramática, estando toda la temporada en descenso, aunque finalmente lograron salvar la categoría inextremis. Se acabó en el puesto 17.º, el peor resultado en 40 años, desde el último descenso a categoría regional. Los resultados siguieron siendo malos durante tres temporadas más, volviendo a peligrar la categoría en ocasiones, en un muy convulso periodo en el que se sucedieron los presidentes, los técnicos y los impagos.
En la temporada 2012-13 se vivió un revulsivo en el club. El ayuntamiento construyó un nuevo terreno de juego municipal, el Estadio Nuevo Pepico Amat, con unas instalaciones mucho más modernas, saneadas y dinámicas que su antecesor, que se encontraba ya en pésimas condiciones. A raíz de aquel cambio, se abrió una nueva etapa con la llegada de nuevos inversores como el misterioso Omar Zeidan, que se hizo cargo de las deudas del club y financió el fichaje de una plantilla potente y competitiva. De este modo, el Eldense volvió a quedar campeón de liga en el grupo VI de Tercera en la temporada 2013-14, 16 años después de su último alirón. 
En la primera ronda de la promoción de ascenso cayeron ante el Marbella F. C., pero en las otras dos rondas se impusieron al Arandina C. F. y a la S. D. Formentera, volviendo así a Segunda B tras siete años, y clasificándose para la Copa del Rey. La temporada 2014-15 empezó contundente, con dos abultadas victorias en los derbis provinciales ante el Hércules de Alicante y el  C. D. Alcoyano. Los eldenses eliminaron así mismo a los herculanos de la Copa, tras un largo partido con prórroga y penaltis en el Rico Pérez, aunque cayeron en la segunda ronda ante el UCAM Murcia. Tras una temporada llena de polémicas de la directiva, el caso Fran Yeste y tres cambios de entrenador, tuvo un vibrante final, en el que varios equipos se jugaban la permanencia. Finalmente el Deportivo quedó en 16.º puesto, y salvó la categoría, tras disputar la promoción de permanencia con el Real Avilés (1-4, 2-3). En este periodo, la afición eldense volvió a recuperar la ilusión perdida. Grandes personajes mediáticos pasaron por Elda, como Mario Rosas, Rubén Albés, así como algunos jugadores que años más tarde acabarían jugando en Primera División, como Aridane y Guardiola.
A finales de 2015, Zeidan se desvinculó del club, que no pudo hacer frente a sus mediáticos fichajes, que acabaron abandonando el equipo. En la temporada 2016-17, llegó un supuesto grupo inversor italiano, interesado en sacar al equipo adelante. Se vivió uno de los momentos más críticos en la historia del club. El Eldense se vio envuelto en una trama de apuestas ilegales que implicaba al propietario, el citado inversor, que formaba parte de la mafia calabresa. Después de perder frente al F. C. Barcelona "B" por un contundente 12-0, la propia junta directiva y algunos futbolistas denunciaron ante la LFP un presunto caso de amaño, en el que estarían implicados el director deportivo, el entrenador y al menos cuatro jugadores. Ante la gravedad de los hechos, el Eldense suspendió la actividad del primer equipo, rompió el contrato con el grupo inversor y disputó las seis jornadas restantes con el filial. Se acabó la temporada en última posición, descendiendo de nuevo a tercera.
En la temporada 2017-18, se volvió a competir en el grupo VI de la Tercera División, donde la nueva directiva intentó confeccionar una plantilla más humilde acorde a los ingresos, y tratar de rehacer el buen nombre del Club Deportivo Eldense. En dicha temporada se alcanzó una digna 5.ª plaza en la tabla. La temporada 2018-19 finalizó con el equipo en la 9.ª posición, dando así cierre a una de las décadas más convulsas en la historia del club, que vivió grandes altibajos, polémicas y situaciones que hicieron peligrar su integridad.

### Década de 2020
La temporada 2019-20 marcó un hito histórico, dado que fue suspendida y finalizada antes de tiempo, debido al estallido de la Pandemia de COVID-19. Se decidió darla por finalizada a falta de 10 jornadas por disputar, quedando la clasificación como definitiva tal y como estaba en la jornada de la suspensión. El equipo finalizó por ende, en 6.ª posición.
La temporada 2020-21 fue igualmente muy atípica. Debido a los estragos que aún continuaba causando la pandemia, se decidió reorganizar la competición, de modo que el grupo se subdividiría en 2 grupos menores de 10 y 11 equipos, que después jugarían una fase de ascenso, con la idea de acortar el calendario liguero. El Eldense acabó siendo el mejor equipo de la comunidad en esa histórica campaña. Finalizada la temporada, se consiguió el ansiado ascenso, junto con la  U. D. Alzira. La peculiaridad es que no subió a 2.ª B, ya que esta dejó de existir. Ese año tuvo lugar una auténtica revolución en la RFEF, que reorganizó por completo las ligas semiprofesionales, introduciendo una nueva categoría de bronce más ambiciosa. Por lo tanto, el Eldense se vio en la paradoja de que había ascendido, pero sin embargo seguía manteniéndose en la cuarta categoría del fútbol nacional: la recién creada Segunda División RFEF.
En el verano de 2021 se abre una nueva etapa en el club, que fue adquirido por el empresario local Pascual Pérez. Lo reconvirtió en sociedad anónima deportiva, convirtiéndose él en accionista único. Inició un proyecto económico ambicioso para la entidad, con el objetivo de hacerlo ascender a categorías superiores, contando con el respaldo patrocinador de Finetwork, la empresa de comunicaciones de su propiedad.
La temporada 2021-22 representó por tanto el inicio de la novedosa Segunda División RFEF, siendo el Eldense colocado en el Grupo V. El equipo finalizó la temporada regular en la cuarta posición del grupo, por lo que consiguió un boleto a la promoción de ascenso. El Nuevo Pepico Amat fue uno de los estadios seleccionados para la celebración de los play-off express. En la primera ronda, el equipo de Elda eliminó a la Real Sociedad "C" con un marcador de 0-1. En la final por el ascenso, los azulgranas repitieron marcador frente al Sestao River Club, logrando así su promoción a Primera Federación, y encadenando un segundo ascenso consecutivo.
El Eldense debutó en Primera Federación en la temporada 2022-23, con un ambicioso proyecto deportivo que convertióal equipo en uno de los favoritos para el ascenso. El Eldense inició la temporada con paso firme, ocupando puestos de promoción de ascenso ya desde la jornada 5. Fue líder del grupo 2 entre las jornadas 17 y 32, llegando a sacar bastantes puntos de  ventaja al 2.º en la tabla. Varios tropiezos a final de temporada, supusieron perder el liderato en favor del Amorebieta, equipo que se llevó el ascenso directo en la última jornada, habiendo quedado empatado a puntos con el Eldense.
El Deportivo fue el único equipo que se mantuvo invicto en casa durante toda la temporada, siendo la portería defendida por Guille Vallejo y Stamatakis, la menos goleada del grupo. La afición eldense recuperó una ilusión perdida desde hacía décadas, y se volcó con el equipo, batiéndose récords de aforo en el Nuevo Pepico Amat durante numerosas jornadas.
La promoción de ascenso, se inició con una derrota en Vigo ante el Celta B, que fue sin embargo remontada en el partido de vuelta en Elda. La final se disputó ante el Real Madrid Castilla. El partido de ida jugado en Madrid, se saldó con un 1-1. La vuelta se jugó en Elda, dando lugar a uno de los partidos más épicos y vibrantes en la historia del Eldense, remontando 3 goles en contra y luchando contra polémicas arbitrales. Finalizó 3-3 tras una interminable prórroga, dando este empate el ascenso al conjunto azulgrana, por haber quedado en mejor posición en la liga. 

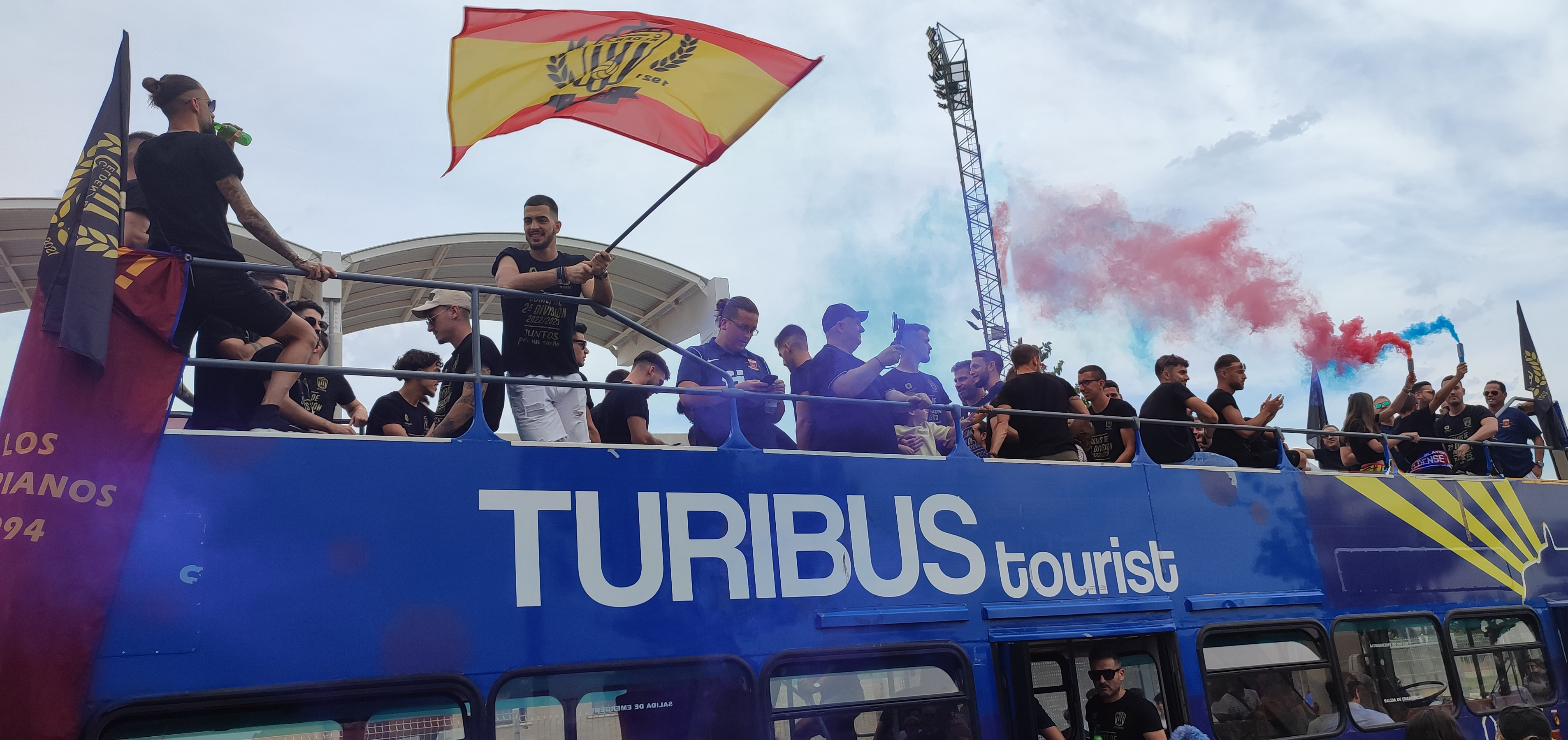
Celebración del ascenso a 2.ª División en 2023.

El 25 de junio de 2023, el Club Deportivo Eldense conseguía el ascenso más importante de su historia, regresando a la Segunda División casi 60 años después. La afición se lanzó a celebrar el ascenso con los jugadores en una masiva invasión del terreno de juego. Manu Nieto se convirtió en el héroe del ascenso, al haber conseguido 4 tantos en la fase de promoción. No sin olvidar a otros como Mario Soberón, el máximo goleador del equipo, Juanto Ortuño, autor del gol de la victoria, o el eldense Sergio Ortuño, referente moral del equipo. Las celebraciones se alargaron hasta la madrugada, así como en un multitudinario desfile acontecido por las calles del centro de la ciudad en el día posterior, que finalizó con una gran recepción en la plaza del ayuntamiento.
En su última participación en la Segunda División todavía no se había creado la Liga de Fútbol Profesional, por lo que será la primera vez que el Eldense forme parte de sus clubes asociados.

## Uniforme
- Uniforme titular: Camiseta azul y grana, pantalón negro y medias negras.
- Uniforme suplente: Camiseta blanca y negra, pantalón blanco y medias blancas.

## Estadio

### Recintos históricos

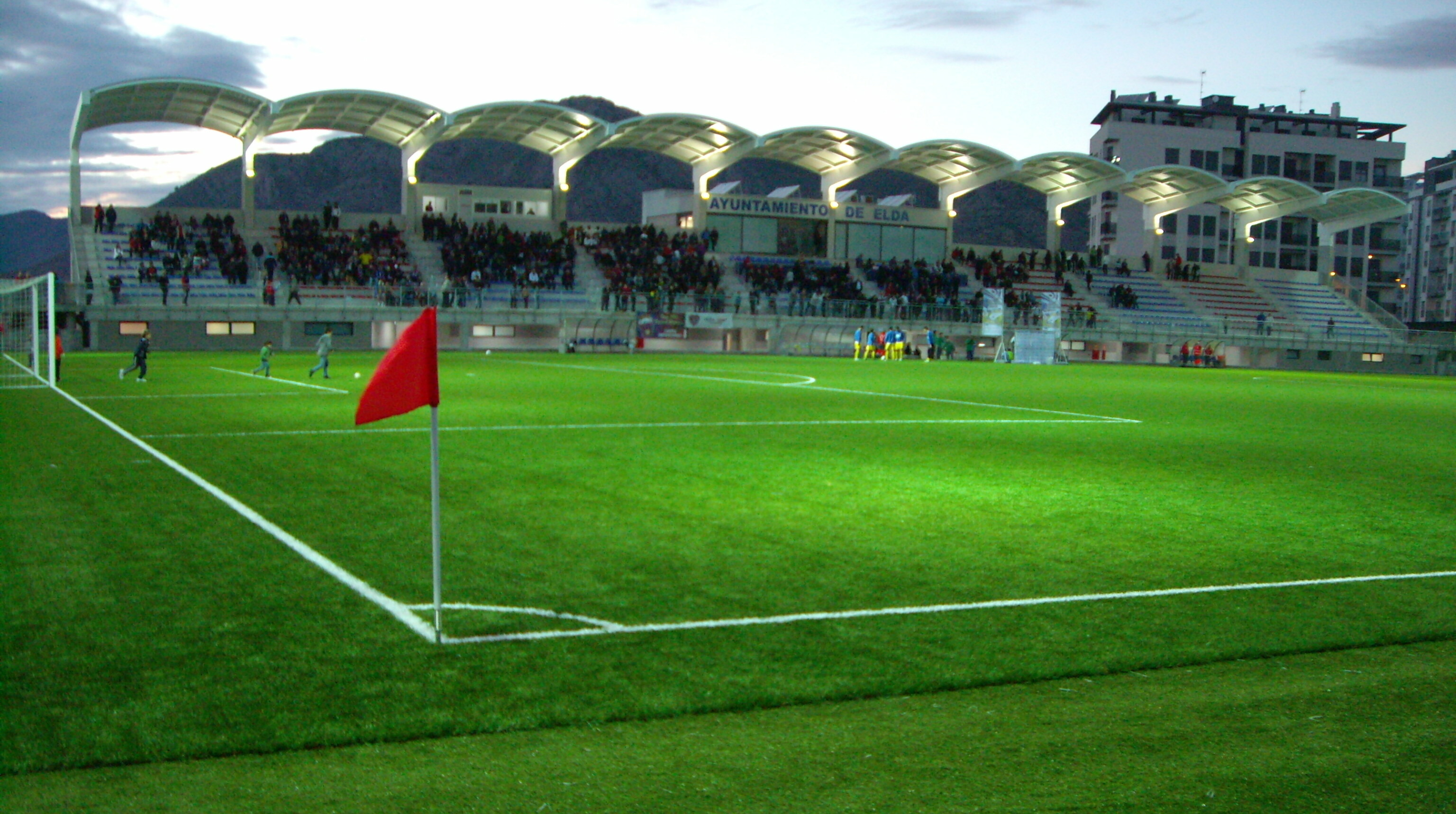
Nuevo Pepico Amat, actual estadio del Deportivo.

Tras su fundación, el  C. D. Eldense empezó jugando sus encuentros en un solar de la Sociedad El Progreso, donde actualmente se encuentra la Plaza Castelar, hasta la construcción de su primer campo de fútbol 2 años después.

#### Estadio Municipal El Parque
El 7 de septiembre de 1923, aprovechando las Fiestas Mayores de Elda, se inauguró el primer estadio deportivo de la ciudad. Este estadio se llamó El Parque, debido a que se trataba de un terreno multiusos donde se celebraban otros eventos, como la instalación del parque de atracciones para la feria.
El Parque tenía un aforo de 5000 personas, y estaba situado en la Av. de Chapí, donde hoy se encuentra la Plaza de la Ficia. Fue demolido en 1963, ya que en su solar se construyó por entonces la FICIA. En su partido inaugural, el  C. D. Eldense se enfrentó en un amistoso al Albacete Balompié, con un resultado de 3-1. El último encuentro jugado fue en 1964, en un partido de Segunda División en el que los locales vencieron al Recreativo de Huelva por 2-1.

#### Estadio Municipal Pepico Amat

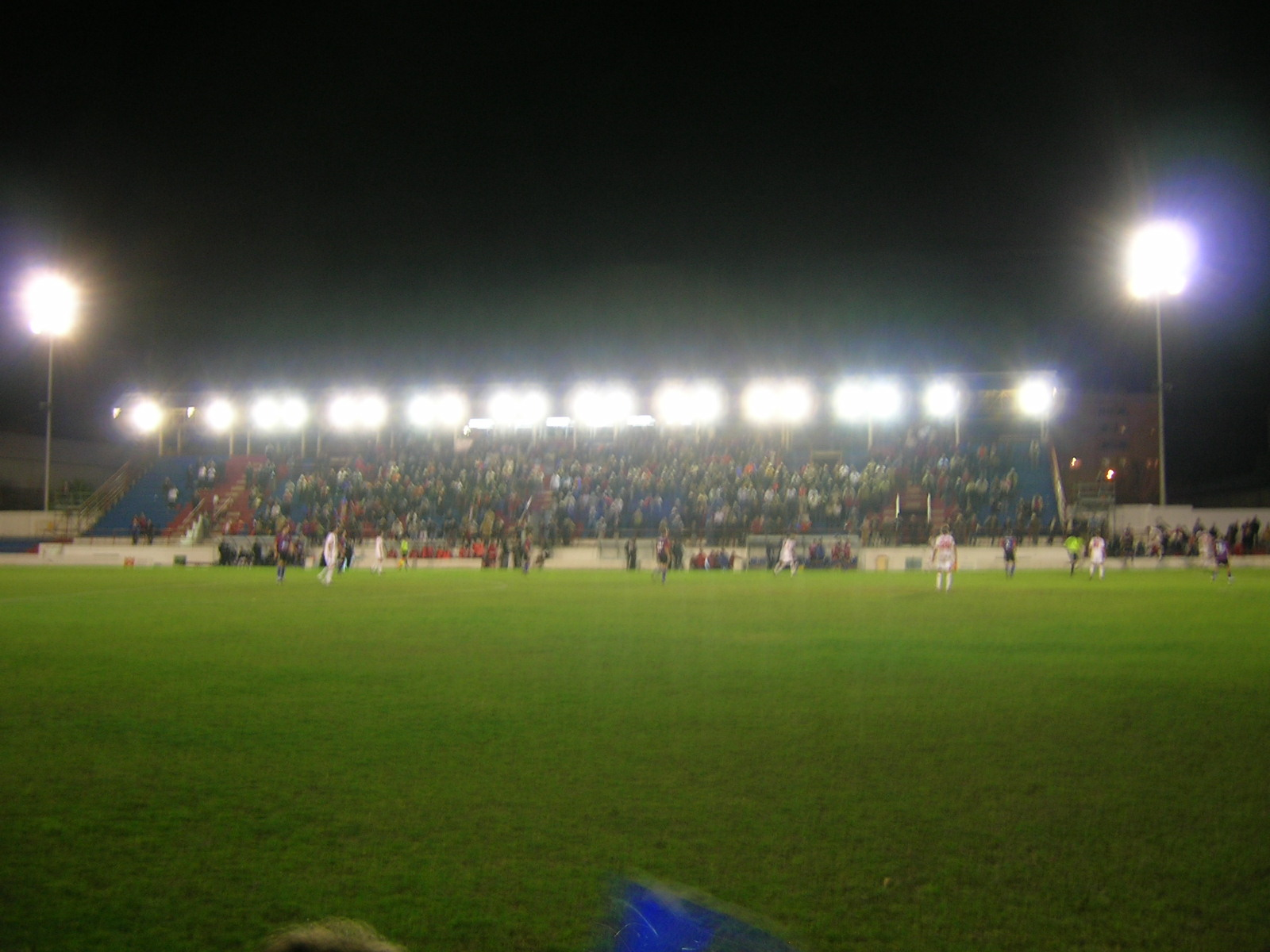
C. D. Eldense jugando en el Pepico Amat.

El nuevo Estadio Municipal fue inaugurado el 6 de septiembre de 1964, también en Fiestas Mayores. Este nuevo campo se construyó en la Av. de las Olimpiadas, en un solar más amplio, en una zona entonces de expansión, próxima al barrio de Las 300. El nuevo estadio tenía césped natural, y disponía de una capacidad para 6000 espectadores. Fue ampliado a 8000 tras la instalación de una tribuna cubierta, con gradas más altas que las de general, que fue inaugurada en 1988.
El estadio fue renombrado como Estadio Municipal Pepico Amat, tras la muerte del mítico futbolista eldense, en 1994.
El primer partido disputado en este terreno fue un partido de Segunda División en 1964 entre el  C. D. Eldense y el Hércules C. F. que acabó 1-1. El último encuentro disputado fue el 28 de agosto de 2012 entre el  C. D. Eldense y el Orihuela C. F. que acabó 0-0.

### Estadio Municipal Nuevo Pepico Amat

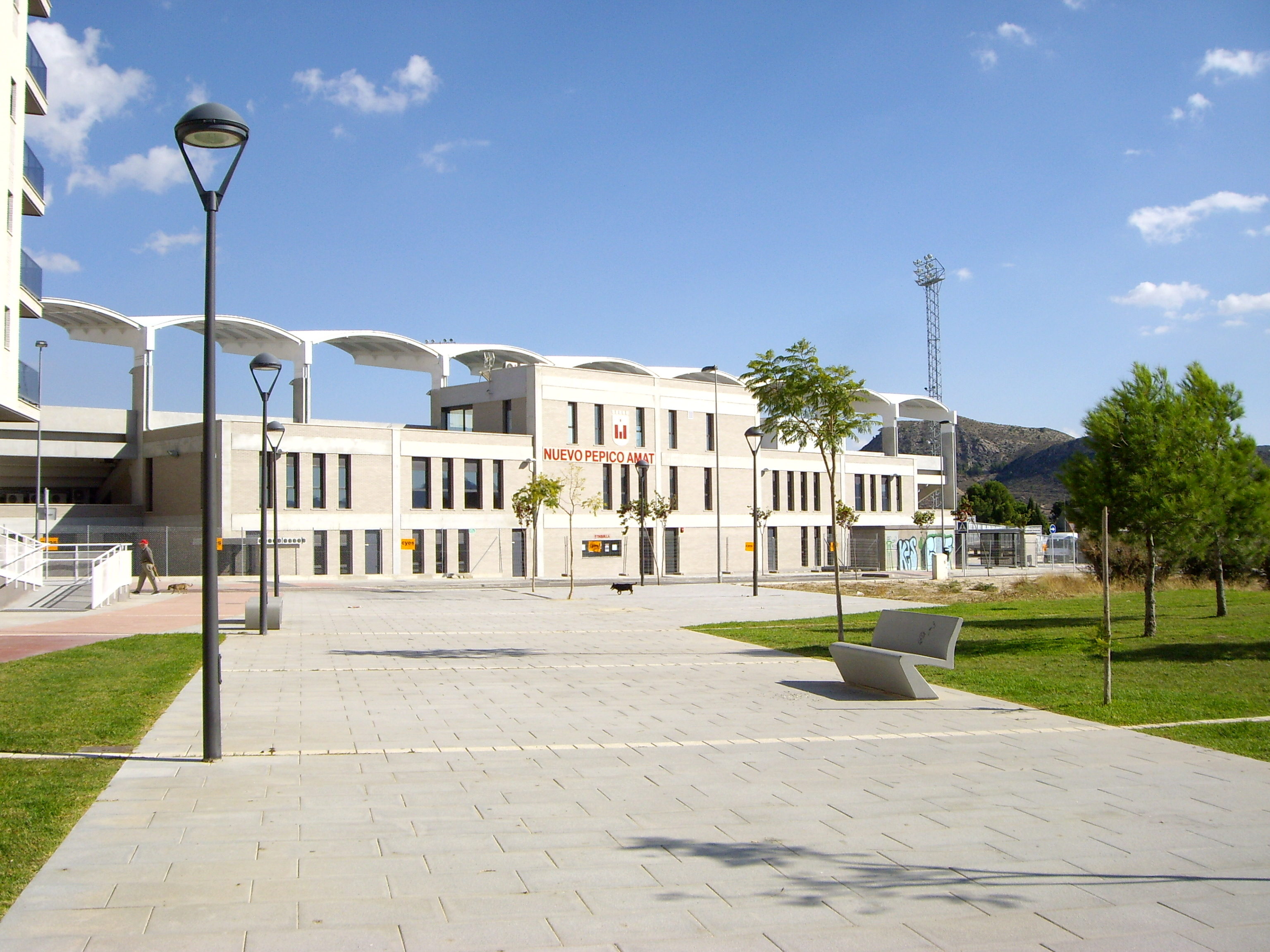
Fachada principal del Nuevo Pepico Amat.

El Estadio Municipal Nuevo Pepico Amat de Elda, es el estadio donde juega actualmente el Club Deportivo Eldense. Fue inaugurado el 30 de septiembre de 2012 en partido oficial de Liga ante el C. F. Borriol. Es un estadio de césped natural, con 4 gradas uniformes y 1 tribuna cubierta con palcos vip. Tiene una capacidad de 4036 espectadores sentados con asientos individuales, con capacidad para ser ampliado en el futuro. Está catalogado con la categoría de estadio de 2 estrellas de la FIFA. Se encuentra situado en la calle Heidelberg, próximo a la Av. de Ronda.
Tras una polémica inicial, en la que la directiva del club quería nombrar este nuevo estadio como Luis Cremades (el presidente más laureado de la historia del club), finalmente ha sido nombrado Nuevo Pepico Amat.

## Datos del club

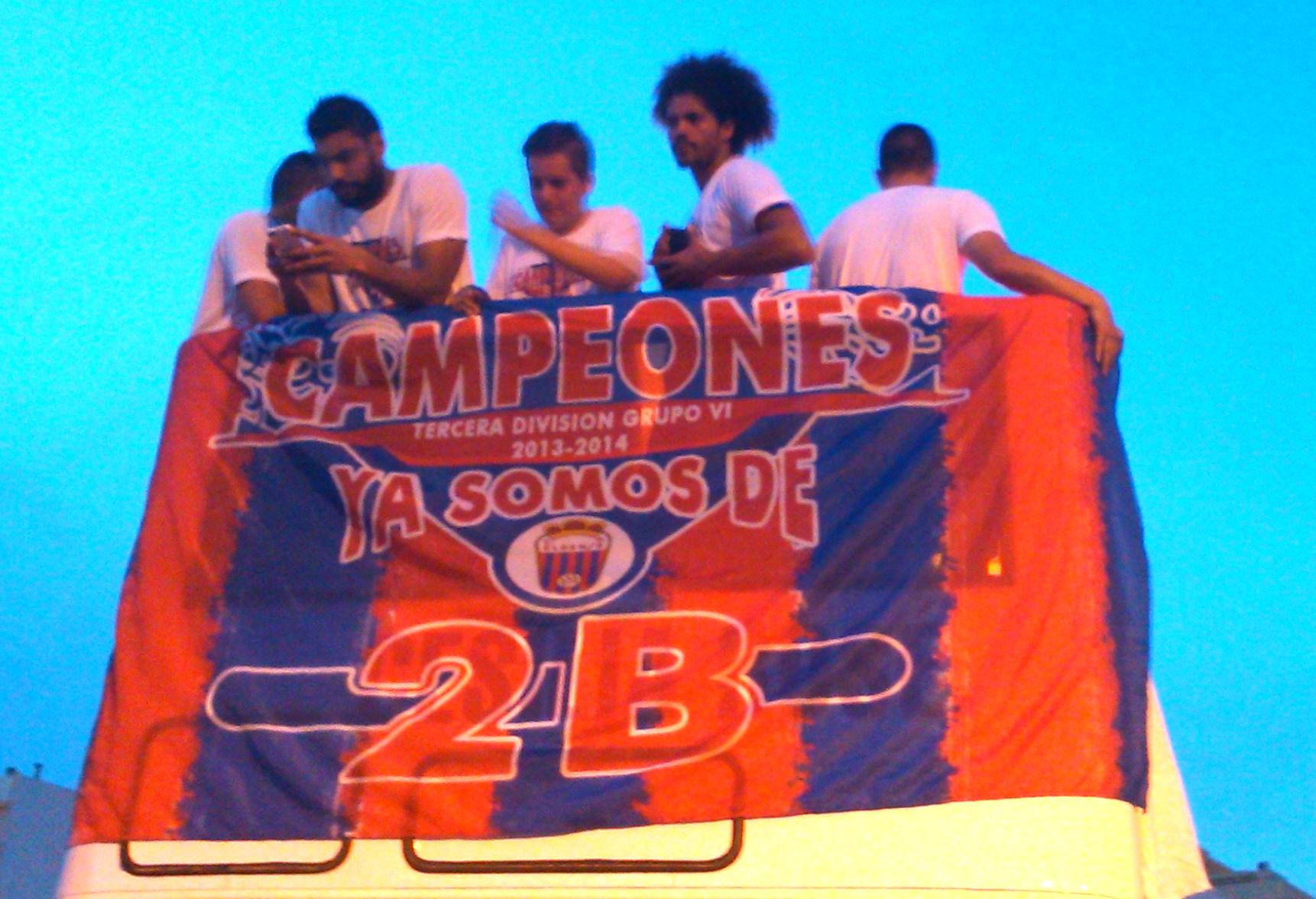
Jugadores del C. D. Eldense celebrando el ascenso a 2.ª B en 2014.

### Campeonato de Liga

#### Segunda división
- Temporadas en Segunda División: 6 (1956-57, 1957-58, 1958-59, 1962-63, 1963-64, 2023-24 y 2024-25).
- Mejor puesto en Segunda División: 7.º 1962-63.

#### Segunda División B
- Temporadas en Segunda División B: 11 (1977-78, 1979-80, 1980-81, 1987-88, 1988-89, 1989-90, 1990-91, 2006-07, 2014-15, 2015-16, 2016-17).
- Mejor puesto en Segunda B: 5.º 1988-89.

#### Tercera División
- Temporadas en Tercera División: 59.
- Mejor puesto en Tercera División: 1.º (12 ocasiones).
- El Deportivo Eldense ocupa la 2.ª posición en la clasificación histórica nacional de toda la 3.ª División Española.[39]

#### Primera Federación
- Temporadas en Primera Federación: 1.
- Mejor puesto en Primera Federación: 2.º 2022-23.

#### Segunda Federación
- Temporadas en Segunda Federación: 1.
- Mejor puesto en Segunda Federación: 4.º 2021-22.

### Trayectoria histórica
Indicadas las categorías en los siguientes colores:
■ 1.er nivel
■ 2.º nivel
■ 3.er nivel
■ 4.º nivel
■ 5.º nivel
■ 6.º nivel
■ 7.º nivel
■ sin competir
Notas: (Estructura piramidal de ligas en España)
- Las temporadas 1936-37, 1937-38 y 1938-39 no fueron disputadas debido a la guerra civil española.
- La Segunda División B fue introducida en 1977 como categoría intermedia entre la Segunda División y Tercera División.
- En la temporada 2021-2022 se reestructuraron las categorías del fútbol español pasando a denominarse las categorías no profesionales como 1.ª división RFEF que será el equivalente a la 3.ª categoría, 2.ª división RFEF que será el equivalente a la 4.ª categoría y 3.ª división RFEF que será el equivalente a la 5.ª categoría, desapareciendo Segunda División B.

### Copa del Rey
Participaciones en la Copa del Rey: 32
Temporadas: 1943-44, 1947-48, 1948-49, 1958-59, 1962-63, 1963-64, 1969-70, 1971-72, 1972-73, 1973-74, 1974-75, 1975-76, 1976-77, 1977-78, 1978-79, 1979-80, 1980-81, 1982-83, 1983-84, 1984-85, 1985-86, 1986-87, 1987-88, 1988-89, 1990-91, 1991-92, 1992-93, 2006-07, 2014-15, 2021-22, 2022-23 y 2023-24.

## Palmarés

### Torneos nacionales
- Campeonatos de Liga en Tercera División (12): 1955-56, 1961-62, 1965-66, 1966-67, 1978-79, 1982-83, 1983-84, 1984-85, 1985-86, 1991-92, 1997-98 y 2013-14.

## Rivalidades

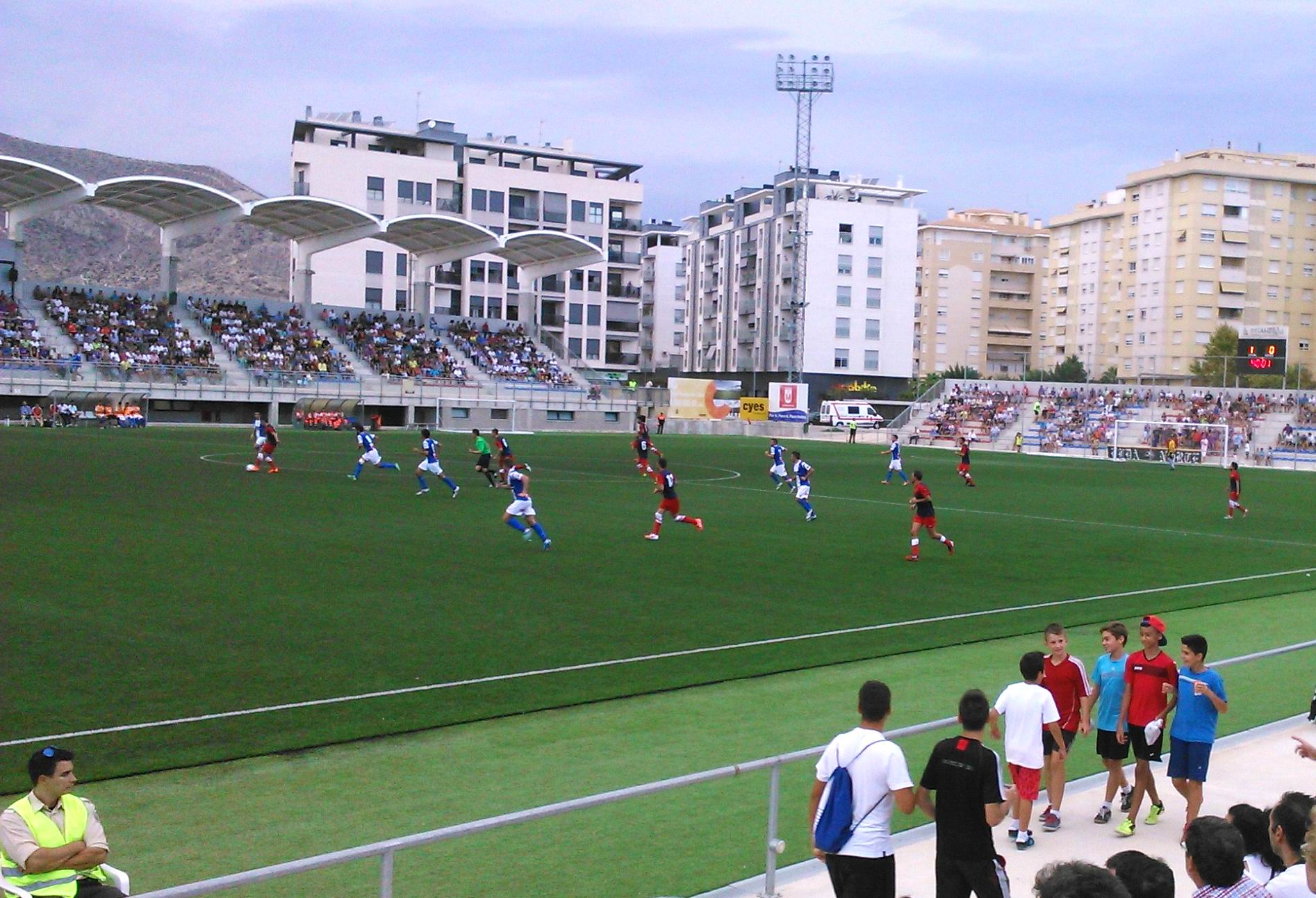
Partido contra el C. D. Alcoyano en 2014.

El derbi de mayor rivalidad es sin duda el que enfrenta al  C. D. Eldense contra el  C. D. Alcoyano. El hecho de ser Elda y Alcoy dos ciudades del mismo tamaño y mismas características, próximas, que rivalizan también en relevancia local dentro de la provincia, y que cuentan así mismo con sendos equipos de similar tamaño, ambos llamados Deportivo, hace que este sea el clásico más destacado para los eldenses. El gran número de temporadas en que ambos han coincidido en las mismas categorías, ha propiciado la importancia de esta fuerte rivalidad, que sin embargo, nunca ha producido enfrentamientos violentos, manteniendo ambos clubes y aficiones una relación cordial y amistosa.
El segundo choque de mayor rivalidad es el derbi comarcal del Medio Vinalopó, que enfrenta al Deportivo con el Novelda C. F., ya que de entre los tradicionales rivales directos, es el más próximo geográficamente.
El resto de rivalidades destacables hay que encontrarlas generalmente con los dos primeros equipos de la provincia, el Hércules y el Elche. La rivalidad con el Elche fue muy dura en épocas pasadas, cuando ambos coincidían en la Segunda División, pero dada la falta de enfrentamientos, al estar casi siempre los ilicitanos en categorías superiores, el clima de rivalidad se ha enfriado. Algo similar ocurre con el Hércules, club con el que hay casi más amistad que rivalidad.
Durante las últimas décadas, dado que la mayor parte del tiempo el equipo ha estado en tercera división, se han ido generando otros derbis tradicionales, sobre todo cuando se trata de choques entre ciudades de tamaño similar, ya sean de la provincia o alrededores, creándose así expectación destacada ante equipos como el Torrevieja, el Orihuela, el Olímpico de Játiva, el Yeclano, el Cartagena o clubes ya desaparecidos como el Alicante C. F. o el Benidorm.

## Jugadores

### Plantilla: 2025-26
- Los jugadores con dorsales superiores al 25 son, a todos los efectos, jugadores del Club Deportivo Eldense "B" y como tales, podrán compaginar partidos con el primer y segundo equipo. Como exigen las normas de la LFP desde la temporada 1995-96, los jugadores de la primera plantilla deberán llevar los dorsales del 1 al 25. Del 26 en adelante serán jugadores del equipo filial.
- Un canterano debe permanecer al menos tres años en edad formativa en el club (15-21 años) para ser considerado como tal.[47][48] Un jugador de formación es un jugador extranjero formado en el país de su actual equipo entre los 15 y 21 años (Normativa UEFA).
- Según normativa UEFA, cada club solo puede tener en plantilla un máximo de tres jugadores extracomunitarios que ocupen plaza de extranjero. La lista incluye solo la principal nacionalidad de cada jugador. Algunos de los jugadores no europeos tienen doble nacionalidad de algún país de la UE:
  - Dario Đumić posee la doble nacionalidad danesa y bosnioherzegovina.[49]
  - Hamza Bellari poseen la doble nacionalidad española y marroquí.[50]
  - Sekou Gassama posee la doble nacionalidad española y senegalesa.[51]

## Entrenadores
Cronología de los entrenadores
| - Roberto Granero (2004-05) - Casimiro Torres (2005-07) - "Chiri" (2007-08) - Manolo Herrero (2008-09) - Ernesto Rodríguez "Rodri" (2009) - José Ramón Navarro "Coca" (2010) - Raúl Cañete (2010) - Sebastián Navarro Lora (2010-11) - Santiago Rico (2011-12) - José Soler Moya (2012) - José Arastey (2012) - José Agustín Soto García (2012) |  | - Uge Sánchez (2013) - José Emilio Riquelme Galiana (2013) - José Antonio de la Sagra Fermín (2013) - Sergio Egea (2013-14) - Fran Yeste (2014) - Toni Aparicio (2015) - Antonio Jesús Madrigal Vílchez (2015) - Rubén Albés (2015) - José Emilio Riquelme Galiana (2015-16) - Fran Yeste (2016) - Raúl Garrido Fernández (2016) - Mario Barrera (2016) |  | - Mario Cartagena Cuesta (2017) - Vito Filippo Di Pierro (2017) - José Antonio Poveda (2017) - Francisco Ruiz Casares (2017) - Roberto Campillo (2017) - [[Daniel (2017) - David Bauzá (2018-2019) - Santiago Rico Marhuenda (2019-2021) - José Juan Romero (2021-2022) - Fernando Estévez Martín (2022-2024) - Daniel Ponz Folch (2024-2025) - José Luis Oltra (2025) - Javier Cabello (2025-Actualidad) |